# Sid Haig
Sid Haig, ursprungligen Sidney Eddie Mosesian, född 14 juli 1939 i Fresno, Kalifornien, död 21 september 2019 i Los Angeles, var en amerikansk skådespelare. Han var med i ett hundratal filmer och är främst känd ifrån House of 1000 Corpses.

## Filmografi i urval
- 1971 - THX 1138
- 1973 - Coffy - hämnare utan nåd
- 1974 - Foxy Brown - livsfarlig hämnare
- 1976 - Den vilde piraten
- 1990 - Lambada! Den förbjudna dansen
- 1997 - Jackie Brown
- 2003 - House of a 1000 corpses
- 2004 - Kill Bill - Vol. 2
- 2005 - The Devils Rejects
- 2012 - The Lords of Salem
- 2019 - 3 from Hell